# Auguste Huyshauwer
Auguste Huyshauwer (Gent, 29 januari 1862 - 5 mei 1926) was een Belgisch volksvertegenwoordiger.

## Levensloop
Huyshauwer werd beroepshalve opzichter-typograaf en was in 1886 samen met Gustaaf Eylenbosch stichter van de Algemene Bond van Werklieden en Burgers in Gent, die de strijd aanging met de socialistische arbeidersbeweging. Hij was echter hoofdzakelijk actief als journalist; hij was medewerker van De Lichtstraal en van dagblad Het Volk.
Hij werd in 1894 voor de Werkliedenbond verkozen tot katholiek lid van de Kamer van volksvertegenwoordigers voor het arrondissement Gent en vervulde dit mandaat tot in 1900. Van 1902 tot 1904 en van 1908 tot aan zijn dood in 1926 was hij nogmaals Kamerlid. Hij was lid van de Katholieke Vlaamsche Kamergroep en in maart 1911 was hij medeondertekenaar van het wetsvoorstel tot vernederlandsing van de Rijksuniversiteit Gent. In 1913 werd hij uit de Kamergroep gezet omdat hij de Vlaamse doeleinden en strategie van de hardere kern rond Frans Van Cauwelaert niet ondersteunde.